# Pierre Roland-Lévy
Pour les articles homonymes, voir Pierre Lévy, Roland (homonymie) et Lévy.
Pierre Roland-Lévy, né le 22 décembre 1908 à Paris (8e), et mort le 9 novembre 1990 à Saint-Mandé (Val-de-Marne), est un magistrat français.

## Biographie

### Famille
Il est le fils du médecin Georges-Lazare Lévy et de Jeanne-Marie Bonn.
Le 14 mars 1931, Pierre Roland Lévy, militant communiste, se fiance à Yveline Pachon, qu'il épouse ensuite avant de divorcer en 1939.
Marié en 1940 avec Georgette Glodek (1928-2004), exfiltrée par le réseau de Georges Loinger, rescapée du centre de triage du Parc des Cropettes et réfugiée à Versoix, durant la Seconde Guerre mondiale, sœur de la peintre Mireille Miailhe et du résistant, René Glodek, il a une fille, Danielle, épouse de l'avocat du procès de Paul Touvier, Yves Amblard, fils de Gaston Amblard, et un fils, Fabien Roland-Levy, journaliste à Libération, au Parisien et au Point, marié à la rédactrice en chef adjointe du magazine Elle, Laurence de Cambronne (en), fille de l'avionneur Claude de Cambronne.
En mai 1954, Georgette Glodek, attaque en justice le révérend Henry R. T. Brandreth (en), chapelain de l'église anglicane Saint-Georges de Paris, pour avoir baptisé ses deux enfants sans son accord, et fait appel à la reine Élisabeth II, pour annuler la conversion.
Marié en secondes noces avec Janice Gorin, le couple a trois enfants : Christine, Caroline et Jean-Pierre, lequel devient assistant monteur de La Femme de ma vie, de Régis Wargnier, Roselyne et les Lions, de Jean-Jacques Beineix et Downtown 81, d'Edo Bertoglio. Le couple divorce en 1977.

### Déportation et carrière
Durant l'Occupation, en juillet 1941, à l'occasion d'un différend immobilier, le locataire de Roland-Lévy, le cinéaste Louis Salabert, demande l'arbitrage de l'Institut d'étude des questions juives, du capitaine Paul Sézille, qui se prononce en sa faveur, considérant sa qualité d'ancien prisonnier de guerre, d'adhérent aux « Amis de l'Institut d'étude des questions juives » et de critique d'un cinéma « investigateur du crime, propagateur de mauvaises mœurs, dangereux même pour la loi et la santé de l’âme ». 
À l'automne 1941, Gabriel Péri avant son exécution au Mont Valérien demande à Roland-Lévy d'effectuer des démarches pour la veuve de Jean Catelas, exécuté en représailles à l'assassinat d'un officier de la Kriegsmarine, l'aspirant Moser, par le colonel Fabien : Roland-Lévy est arrêté, enfermé à la Prison de la Santé, puis au Centre pénitentiaire de Fresnes avant d'être déporté vers le camp de camp de concentration d'Oranienbourg-Sachsenhausen où il est détenu comme employé du bureau des inscriptions (« Schreibstube »), numéro de matricule 58 128, du 25 janvier 1943 au 22 avril 1945, date de la libération du camp par la 47e Armée Soviétique : il fait partie du convoi des 1 500 français qui partent de Compiègne le 24 janvier 1943.
Avocat à la Cour de Paris, Pierre Roland-Lévy est, après la Libération, nommé chef de cabinet au ministère du Travail, dirigé par Ambroise Croizat. 
Pierre Roland-Lévy est après la guerre le fondateur et le président de l’Amicale des déportés au camp d’Oranienburg. En 1947, il est présenté au Conseil supérieur de la magistrature, par le groupe communiste. Le 22 mai 1949, il figure, avec Georges Séguy, parmi les membres fondateurs du MRAP (Mouvement contre le racisme et pour l’amitié entre les peuples). Exclu du Parti communiste au cours de l’hiver 1949-1950 et mis en demeure de donner sa démission, il s’est néanmoins maintenu dans ses fonctions, par le Président de la république, Vincent Auriol. En mars 1951, il est suspendu de ses fonctions au Conseil supérieur de la magistrature, pour avoir commis une indiscrétion au profit de la presse communiste, à propos d’une demande de grâce formulée par un malgache, Samuel Rakotondrabe, commandant des forces rebelles à Madagascar, condamné à mort en décembre 1947 par un tribunal militaire. 
Il se lie d'amitié avec Simone Penaud-Angelelli, et collaborateur de Raymond Rosenmark (1885-1950), les avocats de Jean Voilier et Robert Denoël. Le 30 avril 1950, un journaliste signant sous le nom alternatif de Roger ou Robert Darbois, mentionne son nom dans un article d' Express dimanche, le mettant durement en cause, dans l'affaire liée à l'assassinat de l'éditeur, pour avoir découvert le corps gisant de l'éditeur avec Guillaume Hanoteau, avocat, écrivain et futur mari de la comédienne, Alice Sapritch.
En 2004, le comédien Claude Lacloche, qui fut interné avec lui au camp de Sachsenhausen, le décrit ainsi dans Trois vies pour un seul homme[Information douteuse] : 

« J'ai bien connu Pierre-Roland que je voyais régulièrement jusqu'à son départ de Paris pour la Côte d'Azur. Il me paraît être représentatif de ce que l'emprise insidieuse du camp pouvait opérer sur le psychisme des rescapés, en modifiant peu à peu, voire en brisant, la personnalité de certains d'entre eux. Après avoir longtemps exercé sa profession d'avocat, Pierre-Roland devint magistrat. Père de deux enfants, il en eut trois autres avec sa seconde épouse, Janice, une Américaine. Avant que celle-ci ne mourût d'un cancer, il devint progressivement sujet à des phases de rages subites, non démentielles, mais peu compatibles avec sa fonction de juge pour enfants. Par chance, sa morale et son comportement professionnels n'en furent pas modifiés. Au cours de l'une de ces crises et pour un motif futile, il menaça Janice d'un revolver qu'il conservait dans le tiroir de sa table de nuit. Avec l'âge, il devint de plus en plus misanthrope et mourut, il y a plusieurs années, à Menton où il s'était retiré[pas clair]. »